# Miss Universe 1927

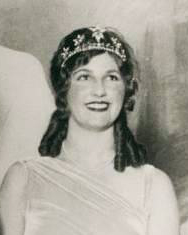
Dorothy Britton, Miss New York City und Beauty Queen of the Universe 1927.

Der Schönheitswettbewerb um die Miss Universe 1927 fand unter dem Namen Second International Pageant of Pulchritude and Eighth Annual Bathing Girl Revue vom 21. bis zum 23. Mai 1927 in Galveston statt. An den Vorgänger-Veranstaltungen von 1920 bis 1925, lediglich als Galveston Bathing Girl Revue bezeichnet, hatten ausschließlich Kandidatinnen aus den Vereinigten Staaten teilgenommen. Aber 1926 kamen die beiden ersten internationalen Teilnehmerinnen dazu. Etwa 150.000 Zuschauer sollen sich jährlich die Badeanzug-Parade auf dem Galveston Boulevard angesehen haben.
Siegerin wurde Dorothy Britton (Miss New York City) und erhielt in diesem Jahr noch den Titel Beauty Queen of the Universe, der erst  ab 1928 Miss Universe hieß. Es gab 37 Bewerberinnen – 29 aus den USA und acht Ausländerinnen.

## Veranstaltungen
Vor der Eröffnung der Schönheitskonkurrenz bereisten die europäischen Teilnehmerinnen den Südwesten der USA, bevor sie in Galveston eintrafen.
- Der Wettbewerb begann am 21. Mai mit einer Parade der Kandidatinnen in Sportkleidung.
- Am 22. Mai wurde die Badeanzug-Parade abgehalten, begleitet von Marschbands.
- Als Höhepunkt fanden am 23. Mai im Galveston City Auditorium Wahl und Krönung zur Miss United States und Miss Universe statt.
- Untergebracht waren die Bewerberinnen im Hotel Galvez und im Hotel Dallas.

### Austragungs-Modus
Ab dem Wettbewerb 1927 änderte sich der Modus: Erstmals wurde zunächst eine Miss United States ausgewählt. Alle Frauen, die Städte und Staaten der USA repräsentierten, wurden beurteilt, wobei die Bestplatzierte diesen Titel erhielt. Miss United States wetteiferte anschließend um den Großen Preis und den Titel der Beauty Queen of the Universe gegen die ausländischen Bewerberinnen. Um die verbleibenden Plätze, vom ersten bis zum neunten, konnten sich noch einmal alle internationalen und die übrig gebliebenen Teilnehmerinnen aus den USA bewerben. 
Die Gewinnerin des Großen Preis erhielt 2.000 Dollar und eine Silberplakette. Im folgenden, offenen Wettbewerb, betrug der Zweite Preis 1.000 $, der Dritte 500, die weiteren (Plätze 4 bis 10) jeweils 100 Dollar.

## Mitglieder der Jury
Die Punktrichter waren:
- J. Knowles Hare, Kunstmaler
- Harry J. Tuthill, Cartoon-Zeichner, Schöpfer der The Bungle Family
- Albert Ricker, Grafiker
- Cornelius Vanderbilt IV, Zeitungs-Herausgeber aus New York
- Enrico Cerracchio, Grafiker und Bildhauer
- Paul Robinson, Cartoon-Zeichner, Schöpfer von Etta Kett
- E. H. Reynolds aus St. Louis, Missouri Pacific Lines

Beurteilt wurden „Schönheit, Form, Anmut und persönlicher Charme“. Bekleidung, Schmuck und dekorative Elemente spielten keine Rolle.

## Ergebnisse
Siegerin wurde Dorothy Britton. Sie erhielt in den Titel Beauty Queen of the Universe, den Großen Preis, dotiert mit 2.000 Dollar sowie eine Silberplakette.

### Platzierungen

#### Miss Universe
| Platz | Kandidatin      | Kandidatin                       |
| ----- | --------------- | -------------------------------- |
| 01.   | Miss USA        | Dorothy Britton ( Miss New York) |
| 02.   | Miss Florida    | Ada Williams                     |
| 03.   | Miss Luxemburg  | Rosa Blanq                       |
| 04.   | Miss Spanien    | Maria Casajuana                  |
| 05.   | Miss Pine Bluff | Dorothy Fisk                     |
| 06.   | Miss Kanada     | Madeline Woodman                 |
| 07.   | Miss Brooklyn   | Lesley Storey                    |
| 08.   | Miss Frankreich | Roberte Cusey                    |
| 09.   | Miss Dallas     | Moselle Ransom                   |
| 10.   | Miss Italien    | Maria Gallo                      |

#### Miss United States
| Miss United States | Miss New York – Dorothy Britton |
| Finalistinnen      | Miss Brooklyn – Lesley Storey Miss Chicago – Frances Dempsey Miss Dallas – Moselle Ransom Miss Denver – Dulcy Burke Miss Florida – Ada Williams Miss Fort Worth – Gertrude Sheffield Miss Houston – Alberta McKellop Miss Pine Bluff – Dorothy Fisk Miss Point Isabel – Bess Enness Miss Shreveport – Janet Currie |

## Kandidatinnen
37 junge Frauen nahmen am Wettbewerb 1927 teil, eine weniger als im Vorjahr. Dafür gab es deutlich mehr ausländische, nämlich acht. Es wurden Einschränkungen bezüglich ihrer Qualifikation eingeführt: eine Auswahl in ihrer Heimatstadt, durchgeführt von einer Zeitung, einem Theater oder einer städtischen Körperschaft.
Die Kandidatinnen mussten unverheiratet und 16 bis 25 Jahre alt sein. Sie durften keine berufliche Verbindung zur Bühne, zu einem Filmstudio oder einem ähnlichen Gewerbe haben. Der Wettbewerb war offen für Frauen aus allen Städten der Welt mit Ausnahme von Galveston.

### Vollständige Teilnehmerliste
| Ausländische Kandidatinnen - Miss Frankreich – Roberte Cusey - Miss Italien – Maria Gallo - Miss Kanada – Madeleine Woodman - Miss Kuba – Angelina Anduiza - Miss Luxemburg – Rosa Blanq - Miss Mexiko – Lucero Guzman - Miss Portugal – Margarida Bastos Ferreira - Miss Spanien – Maria Casajuana USA, Staaten oder Regionen - Miss Florida – Ada Williams | USA, Städte - Miss Alexandria – Nellie Mae Pace - Miss Amarillo – Bonney Winslow - Miss Austin – Hannah Joseph - Miss Baton Rouge – Dorothy Rex - Miss Beaumont – Ada Hayden - Miss Bessemer – Lillian Rowett - Miss Brooklyn – Lesley Storey - Miss Chicago – Frances Dempsey - Miss Cleburne – Gladys Payne - Miss Dallas – Modelle Ransome - Miss Denver – Dulcy Burke - Miss Douglas – Mary Alice Nichols - Miss Fort Worth – Gertrude Sheffield - Miss Green Bay – Betty Hopkins - Miss Houston – Alberta McKellop | - Miss Kerrville – Bess Nance - Miss Milwaukee – Frances Gadors - Miss Monroe – Jessie Rogers - Miss New Orleans – Mabel Riley - Miss New York – Dorothy Britton - Miss Oak Cliff – Bertha Mae Melchan - Miss Ogden – Mae Elizabeth Letts - Miss Omaha – Kathryn Hamer - Miss Ottawa – Mabel Iliff - Miss Pine Bluff – Dorothy Fisk - Miss Point Isabel – Bess Enness - Miss San Antonio – Florence Zoeller - Miss Shreveport – Janet Currie Disqualifiziert - Miss Vancouver – Eliza Dixon |